# Aeroportul Frejus
Aeroportul Frejus (IATA: FRJ, ICAO: LFTU) este un aeroport din Franța ce deservește zona Fréjus. A fost numit după zona deservită.
Situat la o altitudine de 4 m, aeroportul dispune de o singură pistă.